# 던전 마스터 (비디오 게임)
던전 마스터(Dungeon Master)는 2.5차원 1인칭 관점을 특징으로 하는 롤플레잉 비디오 게임이다. FTL 게임스가 1987년 아타리 ST를 대상으로 개발, 배급하였으며 거의 동일한 형태의 아미가 및 PC(도스) 이식판은 1988년과 1992년에 출시되었다.
던전 마스터는 출시 해 단독으로만 40,000부 판매되었으며 지금까지 ST의 베스트 셀러 게임으로 남아있다.

## 같이 보기
- 레전드 오브 그림록